# Pristipomoides amoenus
Pristipomoides amoenus là một loài cá biển thuộc chi Pristipomoides trong họ Cá hồng. Loài này được mô tả lần đầu tiên vào năm 1911.

## Từ nguyên
Tính từ định danh typus trong tiếng Latinh mang nghĩa là "duyên dáng; xinh đẹp", hàm ý không được nhắc đến nhưng có lẽ là nhận xét của tác giả Snyder về màu sắc và/hoặc hình dáng tổng thể của loài cá này (cơ thể có màu hồng với các vệt đốm vàng trên lưng).

## Phân loại
P. amoenus từ lâu đã được coi là đồng nghĩa của Pristipomoides argyrogrammicus, tuy nhiên hai loài này có sự khác biệt từ màu sắc đến số lượng lược mang dựa trên việc kiểm tra các mẫu định danh cùng những mẫu vật phụ của cả hai. Hơn nữa, sự khác biệt di truyền dựa trên việc phân tích DNA ty thể giữa hai loài củng cố thêm minh chứng cho tính hợp lệ của P. amoenus.

## Phân bố
Ban đầu, P. amoenus chỉ được biết đến tại đảo Okinawa và đảo Ishigaki (phía nam của quần đảo Ryukyu, Nhật Bản). Gần đây, P. amoenus được thu thập thêm từ đảo Amami Ōshima và những vị trí bên ngoài Nhật Bản, bao gồm đảo Đài Loan (Đông Cảng, Bình Đông), Philippines (Iloilo, đảo Panay) và Fiji (đảo Viti Levu).

## Mô tả
Chiều dài cơ thể lớn nhất được ghi nhận ở P. amoenus là 22 cm. Loài này có thể được phân biệt với P. argyrogrammicus ở chỗ không có viền trắng ở vây lưng, vây hậu môn và vây đuôi, và trung bình có 10 lược mang hàm dưới (so với 12 ở P. argyrogrammicus). Các đốm màu xanh lam ánh bạc nằm bên trong các vệt vàng ở hai bên lưng. P. amoenus không có (hoặc khá mờ) các đốm xanh bạc bên dưới đường bên, cũng như không có đường xanh óng ở cuống đuôi dưới như P. argyrogrammicus (cuống đuôi trên vẫn có sọc đó). Một vệt lớn màu xanh bạc xuất hiện ở phía trên nắp mang, kéo dài về phía trước rìa xương trước nắp mang. Có một cặp sọc được tạo bởi các đốm nhỏ màu xanh bạc dọc theo gốc vây lưng. Một cặp đốm màu xanh bạc hình elip trên vùng chẩm.